# 张庆盈
张庆盈（1973年7月—），女，汉族，河南泌阳人，中华人民共和国政治人物。现任民革中央联络部部长。第十四届全国政协委员。